# Grünholz
Grünholz ist in der Holzverarbeitung noch im Saft stehendes Holz, das gerade gefällt oder am Trocknen gehindert wurde.
Bevor das Holz trocknet, lässt es sich leichter durch Spalten, Sägen, Drechseln uvm. bearbeiten. Bei der Trocknung des Holzes muss der Holzhandwerker berücksichtigen, dass es um etwa 10 % des Umfangs schwindet. Wichtig ist, dass sich das Holz nach der Bearbeitung, wenn es dann trocknet, verformen kann. Die Spannungen, die beim Trocknen auftreten, müssen sich entladen können. Dies kann erreicht werden durch langsameres Trocknen oder Entfernen des Kernes (Ausbohren, vorheriges Halbieren des Stammes o. Ä.). Es gibt Hölzer, die sehr leicht reißen (Pflaumenbaum, Holunder), und andere, die kaum Spannungen abbauen müssen (Esche). In der modernen Drechslerei werden aber durchaus Spannungsrisse akzeptiert und gekonnt durch Verklammern und Vernähen in Szene gesetzt.
Beim traditionellen Reifendrehen in Seiffen im Erzgebirge wird das Holz in speziellen Teichen im Wasser gelagert, damit es feucht bleibt. Verwendung findet Grünholz für lichtdurchlässig gedrechselte Lampenschirme und Lichtobjekte, für dekorative Schalen und Objekte.
Eine andere Anwendung von Grünholz sind speziell an dieses Rohmaterial angepasste Möbel. Auch Fachwerk wurde/wird aus Grünholz errichtet.